# Lisette Morelos
Lisette Morelos született: Lisette Garcia Morelos-Zaragoza (Mexikóváros, Mexikó, 1978. május 21. –) mexikói színésznő.

## Élete és pályafutása
Gustavo Garcia és Maria Isabel Morelos lányaként született Mexikóban, egy testvére van, Rodrigo. Pályafutását reklámfilmekben kezdte. Részt vett a CEA (Centro de Educación Artística) képzésén. Tizenhét éves volt, amikor megkapta első szerepét a Tu y yo című telenovellában Maribel Guardia és Joan Sebastian partnereként. Kanadában él.

## Filmográfia

### Film
- Me gusta, pero me asusta: Martina (2017)

### Telenovella
| Év        | Magyar cím          | Eredeti cím                  | Szerep                                               | Magyar hang    |
| --------- | ------------------- | ---------------------------- | ---------------------------------------------------- | -------------- |
| 2021      |                     | ¿Qué le pasa a mi familia?   | Ofelia del Olmo Gascón de Iturbide                   |                |
| 2018      | Por amar sin ley    | Por amar sin ley             | Mariana Gallegos                                     |                |
| 2016      | A sors útjai        | Un camino hacia el Destino   | Amelia Altamirano                                    | Pap Kati       |
| 2014      | A beépített szépség | La Impostora                 | Blanca Guerrero / Victoria San Marino 'La Impostora' | Haumann Petra  |
| 2013      |                     | Fortuna                      | Alicia Altamirano                                    |                |
| 2012      |                     | Infames                      | Sol Fuentes                                          |                |
| 2010      |                     | Aurora                       | Blanca Ponce de León                                 |                |
| 2010      |                     | Niña de mi corazón           | Moira Gasca Quinto                                   |                |
| 2009      |                     | Alma indomable               | Monica Sorrento                                      |                |
| 2007–2018 |                     | Red Hood and the Outlaws     | Anna Abraxis/Alessa/Fekete macska                    |                |
| 2004      |                     | Ángel rebelde                | Natasha Covarrubias de Lezama                        |                |
| 2002      | Hajrá skacok        | ¡Vivan los Niños!            | Adriana Espinoza                                     | Csondor Kata   |
| 2001–2002 |                     | Mujer, casos de la vida real | Különféle szerepek                                   |                |
| 2000–2001 |                     | Carita de ángel              | Cecilia Santos de Larios                             |                |
| 1999      | Acapulco szépe      | Alma rebelde                 | Ana Cristina Rivera Hill Hernández                   | Kökényessy Ági |
| 1998–1999 | Camilla             | Camila                       | Ingrid Valverde                                      |                |
| 1997      |                     | El secreto de Alejandra      | Carola                                               |                |
| 1996      |                     | Tu y yo                      | Linda López                                          |                |

## Fordítás
- Ez a szócikk részben vagy egészben  a   Lisette Morelos című angol Wikipédia-szócikk fordításán alapul.  Az eredeti cikk szerkesztőit annak laptörténete sorolja fel. Ez a jelzés csupán a megfogalmazás eredetét és a szerzői jogokat jelzi, nem szolgál a cikkben szereplő információk forrásmegjelöléseként.